# 胡笔江故居
胡笔江故居是金融家胡笔江的故居，位于江苏省扬州市广陵区沙头镇，是中华人民共和国江苏省文物保护单位之一，是一座近现代重要史迹及代表性建筑。

## 历史
2002年10月22日，授予江苏省文物保护单位。